# Fotolito

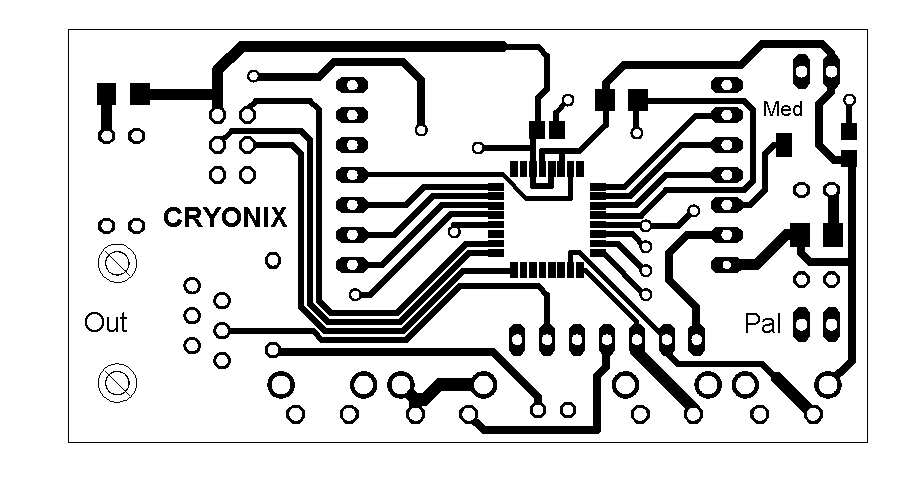
Fotolito usado en una insoladora para placas de circuito impreso.

Un fotolito es, en la impresión ófset y huecograbado, el cliché que reproduce al objeto o la tipografía sobre película o soporte transparente.
En la época química y electroquímica de la preimpresión (entre mediados y finales del siglo XX), para grabar las planchas de una imprenta era necesario crear antes unas copias intermedias en película fotográfica de alto contraste.
Cada copia correspondía a una plancha de color y allí donde hubiera variaciones de intensidad, la película llevaba una trama que simulaba esas variaciones de intensidad. Cada una de esas películas era un fotolito.
Los distintos fotolitos se montaban en grandes planchas llamadas astralones. Cada uno de esos astralones se usaba a su vez como gran imagen para grabar las distintas planchas de la imprenta.
Aunque la grabación directa de planchas desde el ordenador y las pruebas digitales están arrinconando a los fotolitos en la impresión ófset, aún existen muchas imprentas y fotomecánicas que siguen basándose en ellos. En cambio, cuando hablamos de serigrafía, flexografía o tampografía, el fotolito sigue siendo utilizado plenamente.

## Uso del fotolito
Como se ha comentado anteriormente el fotolito es un paso intermedio en el complejo proceso de impresión. Para pasar la información del fotolito a la plancha que se montará, posteriormente, en una rotativa ófset se superpone el fotolito, directamente, sobre la plancha de impresión y se introduce en una insoladora.
La insoladora consta de una fuente de luz muy intensa y el fotolito solo dejará pasar la luz a su través en las zonas donde no esté impreso. La plancha suele estar impregnada de un material fotosensible como un barniz que al reaccionar con la luz modifica sus características superficiales. Posteriormente se elimina el barniz que ha sido fotosensibilizado y se prepara la placa para su uso en la rotativa.

## Filmado de fotolitos

La imagen corresponde a la conformación de un punto circular a base de trapezoides.

El fotolito se genera por un proceso mediante un láser óptico en la máquina filmadora, si se trata de un archivo digital, o por un proceso fotográfico, si se trata de una copia física del original. Las planchas de impresión offset adquieren el texto o las imágenes a imprimir después de haber sido insoladas a partir de un fotolito.
La fotolitos, así como las copias en papel vegetal o en poliéster, se utilizan para almacenar las imágenes de las placas, de las pantallas o de otros medios reproducibles por contacto, para su futura reproducción. En ellos, se pueden separar los colores pero el fotolito es siempre monocromo.
A este proceso se le conoce con el nombre de rasterizado, es decir, crear una imagen de mapa de bits a partir de una imagen vectorial para crear una imagen final, que generalmente está formada por aproximaciones trapezoidales.
Cuanto más compleja sea la imagen que se imprimirá en el fotolito mayor es el número de cálculos que tendrá que llevar a cabo la filmadora para conseguir la impresión. En complejos logotipos, o diseños degradados, el número de cálculos que se han de hacer puede ser muy elevado y requerir un tiempo prolongado para hacerlo.

## Fotolito para filmadora
El  fotolito para filmadora es una película de plástico  recubierta de haluro de plata muy similar a la película fotográfica en blanco y negro normal, excepto que la sensibilidad espectral se reduce a una banda mucho más estrecha alrededor de la banda del láser de la filmadora. Esto permite que la película se pueda manejar bajo una luz de seguridad (generalmente roja) en lugar de hacerlo en la total oscuridad de la mayoría de las películas fotográficas.

## Soporte en papel bromuro
El uso de papel de bromuro en lugar de la película en una filmadora le permite producir soportes de papel llamados bromuros. Los bromuros son similares a las impresiones láser ordinarias, pero con cuatro diferencias principales.
- El soporte puede ser mucho más grande
- El soporte es de mucha mayor resolución
- El negro es más oscuro, y el color mucho más consistente
- El costo es de aproximadamente 100 veces mayor que el de una impresión láser equivalente
- El uso principal de los bromuros es para hacer pruebas de los documentos antes de realizar las caras placas de litografía . La corrección de copias en papel de bromuro es mucho más fácil que en la película de poliéster, ya que no requiere una mesa de luz u otra iluminación de fondo con el fin de leer. Debido a las nuevas tecnologías que han reducido el uso de filmadoras, esta función se ha reducido en las imprentas modernas , aunque no eliminado por completo.

- El papel de bromuro es muy similar al papel fotográfico en blanco y negro, excepto que el soporte es mucho más delgado, y al igual que el fotolito para filmadora, es de sensibilidad espectral disminuida.